# 道格拉斯 (明尼蘇達州奧姆斯特德縣)
道格拉斯（英語：Douglas）是位於美國明尼蘇達州奧姆斯特德縣的一個非建制地區。

## 歷史
道格拉斯得名自當地的地主哈里森·道格拉斯（Harrison Douglass）。道格拉斯的郵局於1878年設立，其後於1963年停運。

## 地理
道格拉斯所處的海拔為高於海平面330米（即1083英呎），而該地所採用的時區為UTC-6，即北美中部時區（CST）。同時該地設有夏令時間，為UTC-6調快一小時，即UTC-5（CDT）。